# 정연식
정연식(1967년 8월 6일 ~ )은 대한민국의 영화 감독, 각본가, 웹툰 아티스트이다.
더 파이브(The 5ive Hearts)라는 작품을 통해 한국에서 웹툰작가가 영화 감독을 전환한 첫 사례가 되었다.
- 스포츠투데이 '또디' (Ddody)
- 일간스포츠 '또디' (Ddody)

## 참여 작품
- 더 파이브 (영화) - 영화 감독, 각본가, 원작
- tvN 특별기획 <위대한 이야기-EP.5 여섯 번째 국가대표> 연출

## 웹툰
- 달빛구두(Moonlight Shoes)
- 더 파이브(The 5ive Hearts)
- 귀인(MR. Royal)
- 철혈7영웅 <BLOODY & GUN>

- 2024 대한민국 스토리 공모대전 우수상 '마고'
- 2022 교보문고 스토리 공모전 단편소설 우수상 '여보계'
- 2011 대한민국 콘텐츠어워드 문체부장관상 '더파이브'
- 2010 대한민국 창작만화공모전 카툰부문 우수상
- 2010 대한민국 스토리 공모대전 우수상 '더파이브'
- 2000 대한민국 출판만화대상(신인상) 문화관광부 장관상 '또디'
- 2000 오늘의 우리만화 문화관광부 장관상 '또디'